# جيمس دوغال
جيمس دوغال هو تاجر كندي، ولد في 21 سبتمبر 1810 في بيزلي في المملكة المتحدة، وتوفي في 5 أبريل 1888.